# 漕宝路站
漕宝路站位于中华人民共和国上海市徐汇区漕河泾街道与田林街道交界漕溪路、龙漕路、沪闵路交叉口，是上海地铁1号线与12号线的地铁换乘站，也是1号线上較繁忙的車站。其中1号线車站由上海市隧道设计院设计。
12号线于2015年12月19日启用，该站成为1号线与12号线的换乘站。

## 历史

### 试验工程
1973年，为了进行地铁的试验研究，上海市革会批准上海市城建局进行漕溪路试验工程。

## 車站结构

### 楼层分布
| 地面层   | 出入口             | 1-10出入口                       |  |  |
| 地下一层 | 1号线站厅          | 票务服务、自动售票机、人工服务台 |  |  |
| 地下二层 | 换乘通道           |                                  |  |  |
|          | 12号线缓冲层       |                                  |  |  |
|          |                    | █ 1号线 往莘庄（上海南站）       |  |  |
|          | 岛式站台，左侧开门 |                                  |  |  |
|          |                    | █ 1号线 往富锦路（上海体育馆）   |  |  |
| 地下三层 | 12号线站厅         | 票务服务、自动售票机、人工服务台 |  |  |
| 地下四层 |                    | █ 12号线 往七莘路（桂林公园）    |  |  |
|          | 岛式站台，左侧开门 |                                  |  |  |
|          |                    | █ 12号线 往金海路（龙漕路）      |  |  |

### 站台
1号线車站是上海地铁中「最古老」的地鐵站。興建於20世纪50年代，在90年代與上海軌道交通1號線一併使用，所以本站建築方面有不少缺陷。1号线月台闊6.6米，是上海地鐵月台最窄的車站，最高可以容納2500人候車，每天繁忙時間，上下行月台都水泄不通。另外，地下設備將1号线車站站厅层分为南北两部分，在非付费区互不连通，引致高峰時段客流疏散能力較低。此外，本站通風系統和排煙系統能力偏弱，同时車站客流的不斷增長引致系統超負荷運行，候車環境也比較差。

## 车站出口
漕宝路站共设10个出入口，其中1、4-5号口连通1号线南站厅，2-3号口连通1号线北站厅，6-10号连通12号线站厅，另近8、9、10号出口设地下连通道通向毗邻的徐汇日月光中心，各出入口如下所示：
| 出口编号            | 出口指示         | 照片             |
| 连通 1号线南站厅    | 连通 1号线南站厅 | 连通 1号线南站厅 |
| ------------------- | ---------------- | ---------------- |
| 1 · 出口            | 漕宝路，沪闵路   |                  |
| 4 · 出口            | 龙漕路，三江路   |                  |
| 5 · 出口            | 沪闵路           |                  |
| 连通 1号线北站厅    |                  |                  |
| 2 · 出口            | 漕溪路，龙漕路   |                  |
| 3 · 出口 · （设有） | 龙漕路，漕东支路 |                  |
| 连通 12号线站厅     |                  |                  |
| 6 · 出口            | 漕宝路，漕溪路   |                  |
| 7 · 出口            | 漕宝路           |                  |
| 8 · 出口 · （设有） | 漕宝路，商场     |                  |
| 9 · 出口            | 漕宝路，商场     |                  |
| 10 · 出口           | 漕宝路，商场     |                  |
| 图例： 设有 \| 设有 |                  |                  |

## 接驳交通

### 公交
43、43区间、50、92、92B、157、166、218、301、315、326、703、703B、704、704B、718、809、816、946、1203、1204、徐闵线、沪陈线、沪松线、沪佘昆线、上佘定班线、沪松专线（六汽）、徐闵夜宵线

## 周邊
- 上海徐汇日月光中心
- 上海市第八人民医院
- 龙华殡仪馆
- 漕溪公园